# Цената на живота
Цената на живота (на турски: Ömre Bedel) e турски драматичен сериал, излязъл на телевизионния екран през 2009 г.

## Излъчване
| Сезон | Епизоди | Начало на сезона | Край на сезона | Всички епизоди | ТВ сезон    | ТВ канал |
| ----- | ------- | ---------------- | -------------- | -------------- | ----------- | -------- |
| 1     | 42      | 25 август 2009   | 15 юни 2010    | 1 – 42         | 2009 – 2010 | FOX      |
| 2     | 28      | 24 август 2010   | 29 март 2011   | 43 – 70        | 2010 – 2011 | FOX      |

## Излъчване в България
| Сезон | Епизоди | Начало на сезона | Край на сезона     | Всички епизоди | ТВ сезон | ТВ канал |
| ----- | ------- | ---------------- | ------------------ | -------------- | -------- | -------- |
| 1     | 89      | 12 юли 2010 г.   | 17 ноември 2010 г. | 1 – 89         | 2010 г.  | bTV      |

## Актьорски състав
- Мурат Хан – Джесур
- Бегюм Биргьорен – Йомур
- Мехмет Али Нуроолу – Ердем
- Йозге Йоздер – Айлин
- Метин Белгин – Ердинч
- Йешим Гюл Акшар – Айтен
- Корай Ергун – Рашит
- Лейля Окай – Дилбер
- Айчин Туйун/Айлин Тунджели – Дуйгу
- Биргюл Улусой – Фатма
- Севда Фердаг – Медиха
- Йозлем Джонкер – Илкнур
- Еге Айдан – Ага
- Йозлем Токаслан – Разийе
- Седа Кала – Гюлбрахар
- Нурсели Идиз – Сениха
- Басри Албайрак – Олджай
- Бурак Дур – Сезгин
- Керем Бекишоглу – Джан
- Мирай Арслан – Дога

## В България
В България сериалът започва излъчване на 12 юли 2010 г. по bTV и завършва на 17 ноември. Излъчен е само първи сезон. Ролите се озвучават от Даниела Йорданова, Красимира Кузманова, Стефан Димитриев, Методи Вълчев и Симеон Владов.
На 30 януари 2012 г. започва повторно излъчване по bTV Lady и завършва на 25 май.